# Sonid
Sonid (en mongol: Сөнөд, romanizado: Sönöd ; en chino, 苏尼特; pinyin, Sūní't) es una bandera bajo la administración directa de la Liga Xilin Gol en la Región autónoma de Mongolia Interior, República Popular China.  Su área es de 22 455 km² y su población total para 2010 superó los 70 mil habitantes.

## Administración
Desde julio de 2020, la bandera Sonid Derecha se divide en 7 pueblos que se administran en 3  poblados y 4 sumus.  Al igual que su gemela la bandera Sonid Izquierda . 

## Toponimia
La palabra "Sonid" evolucionó a partir del nombre de un antiguo clan mongol del sur 'los sunit/sunitas' (苏尼特部) que se concentraron principalmente en la actual Mongolia Interior.
Hay tres explicaciones para el origen de la palabra "Sunit": una teoría es que la tribu Sunit se mudó desde el sur del lago Baikal a Mongolia Interior y obtuvo su nombre porque viajaba de día y dormía de noche; "Suni" se refiere a la noche y la "t" se refiere al número, que significa "muchas personas".
La segunda teoría: "Sunit" proviene de la palabra "Suni Guqi" (苏尼古德), que significa curiosidad, se dice que la gente de esa tribu era muy curiosa y buena cazadora.
La tercera teoría: En 1206, Gengis Kan dividió todo el Imperio mongol en las alas este y oeste, y dividió a la población según la fuerza militar. En total la población se dividió en 95 grupos, nombrando a 95 líderes que como generales hicieron grandes contribuciones a la unificación de Mongolia, entre ellos, Xunit (雪尼特氏) un descendiente de Gengis Kan quien ocupó el quinto lugar y más tarde se convirtió en el nombre de la tribu. Por esta razón, podemos ver la importante posición de la tribu Sunit en la historia del Imperio mongol. 
la tercera explicación es la que tiene más fuerza, pero aún se debe investigar más para ser verificada.

## Histroria
Durante la dinastía Qing, se organizaron las tribus mongolas, en "Banderas"  identificadas con banderas de diferentes colores que durante la guerra funcionaban como ejércitos, y durante la época de paz se utilizaba para integra la gestión productiva y administrativa de la región.
En 1641 el gobierno Qing estableció la Bandera Sonid (苏尼特旗), al año siguiente (1642) la bandera fue dividida según su orientación, así aparecieron la Bandera Sonid Izquierda y la Bandera Sonid Derecha respectivamente.
Tras la retirada de Japón, en 1969, las Banderas de Sonid quedaron bajo la jurisdicción de la Liga Ulanqab y en 1980, fueron inteegradas a la Liga Xilingol.